# 프레스턴 노스 엔드 FC

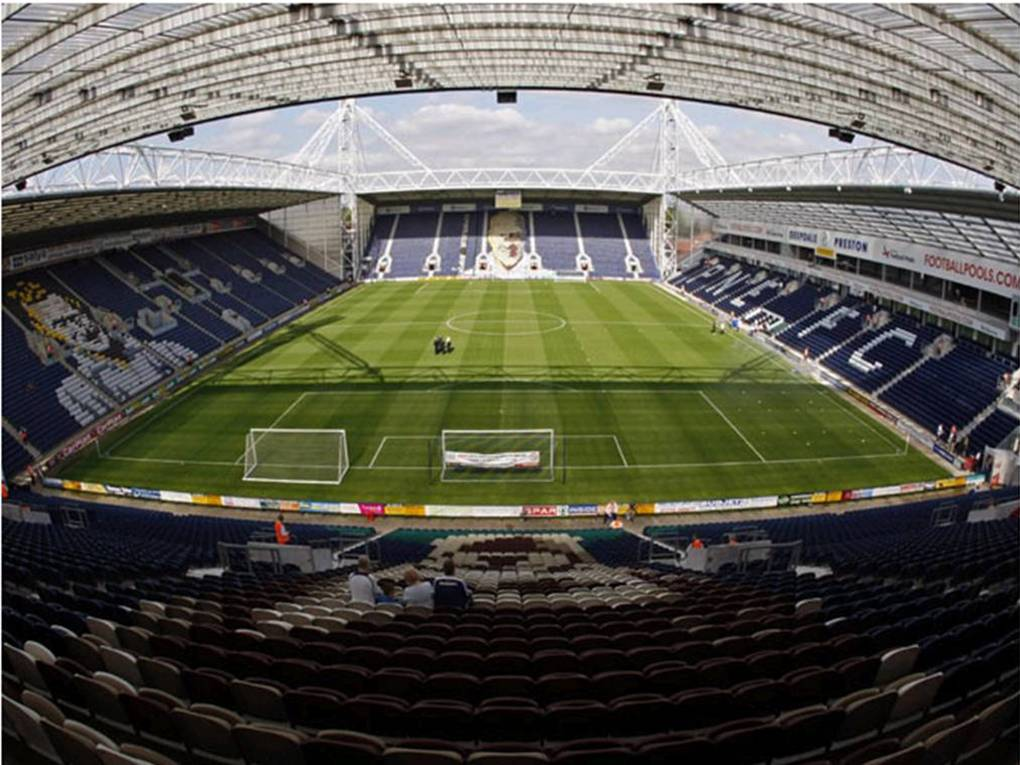

프레스턴 노스 엔드 축구 클럽(Preston North End Football Club) 은 잉글랜드의 랭커셔주 프레스턴에 위치한 프로 축구 클럽이다. 현재는 잉글랜드 2부리그인 EFL 챔피언십에서 활동하고 있다. 프레스턴 노스 엔드는 1888년에 처음으로 시작된 풋볼 리그의 원년 멤버이자 최초 우승 팀이다.
잉글랜드 1부리그의 첫 시즌인 1888-89에 무패로 우승하며 동시에 FA컵 우승을 하여 최초의 더블팀이 되었다. 이 무패 우승 기록은 그 후에 2003-04 시즌의 아스널만이 가지고 있다. 다음 시즌도 우승을 하였지만, 그 후로는 우승한 적이 없었다. 프레스턴 노스 엔드의 가장 최근의 메이저 대회 우승은 1938년의 FA컵 우승이다.

## 현재 선수 명단
참고: FIFA 자격 규정에 따라 소속된 국가대표팀 국기를 표시합니다. 선수는 복수의 FIFA 비회원국 국적을 가지고 있을 수 있습니다.
| 번호 | 포지션 | 국적       | 이름               |
| ---- | ------ | ---------- | ------------------ |
| 1    | GK     | 잉글랜드   | 데클랜 루드        |
| 2    | DF     |            | 마르닉 베르밀      |
| 3    | DF     | 아일랜드   | 그렉 커닝엄 (주장) |
| 4    | MF     | 잉글랜드   | 벤 피어슨          |
| 5    | DF     | 잉글랜드   | 톰 클라크          |
| 6    | MF     | 아일랜드   | 앤디 보일          |
| 7    | FW     | 아일랜드   | 대릴 호건          |
| 8    | MF     | 아일랜드   | 앨런 브로운        |
| 9    | FW     | 잉글랜드   | 조단 휴길          |
| 10   | FW     | 잉글랜드   | 조시 해롭          |
| 11   | MF     | 자메이카   | 다니엘 존슨        |
| 12   | FW     | 스코틀랜드 | 폴 갤러거          |
| 13   | FW     | 아일랜드   | 이오인 도일        |
| 14   | DF     | 잉글랜드   | 다넬 피셔          |
| 15   | DF     | 잉글랜드   | 칼럼 우즈          |
| 16   | MF     | 잉글랜드   | 리암 그림쇼        |

| 번호 | 포지션 | 국적     | 이름                                 |
| ---- | ------ | -------- | ------------------------------------ |
| 17   | DF     | 잉글랜드 | 토미 스푸르                          |
| 18   | MF     | 잉글랜드 | 벤 프링글                            |
| 19   | MF     | 잉글랜드 | 존 웰시 (부주장)                     |
| 20   | DF     | 잉글랜드 | 벤 데이비스                          |
| 22   | GK     | 웨일스   | 크리스 맥스웰                        |
| 23   | DF     | 잉글랜드 | 폴 헌팅턴                            |
| 24   | DF     | 아일랜드 | 션 맥과이어                          |
| 25   | DF     | 아일랜드 | 케빈 오코너                          |
| 27   | FW     | 잉글랜드 | 스테피 마비디디 (아스널 FC에서 임대) |
| 28   | GK     | 잉글랜드 | 매튜 허드슨                          |
| 29   | FW     | 잉글랜드 | 톰 바르퀴젠                          |
| 30   | MF     |          | 멜리 뮬레스틴                        |
| 31   | GK     | 잉글랜드 | 칼럼 로버츠                          |
| 32   | MF     | 잉글랜드 | 조시 얼                              |
| 37   | FW     | 잉글랜드 | 칼럼 로빈슨                          |

## 역대 감독
| 감독                | 임기        |
| ------------------- | ----------- |
| 샘 앨러다이스(대행) | 1992        |
| 데이비드 모이스     | 1998 ~ 2002 |

## 역대 성적
- 풋볼 리그 1부(1부)

우승 (2) : 1888-89, 1889-90
준우승 (6) : 1890-91, 1891-92, 1892-93, 1905-06, 1952-53, 1957-58
- 풋볼 리그 2부(2부)

우승 (3) : 1903-04, 1912-13, 1950-51
준우승 (2) : 1914-15, 1933-34
- 풋볼 리그 3부(3부)

우승 (2) : 1970-71, 1999-2000
- 풋볼 리그 4부(4부)

우승 (1) : 1995-96
준우승 (1) : 1986-87
- FA컵

우승 (2) : 1888-89, 1937-38
준우승 (5) : 1887-88, 1921-22, 1936-37, 1953-54, 1963-64